# Wajoel Mosze

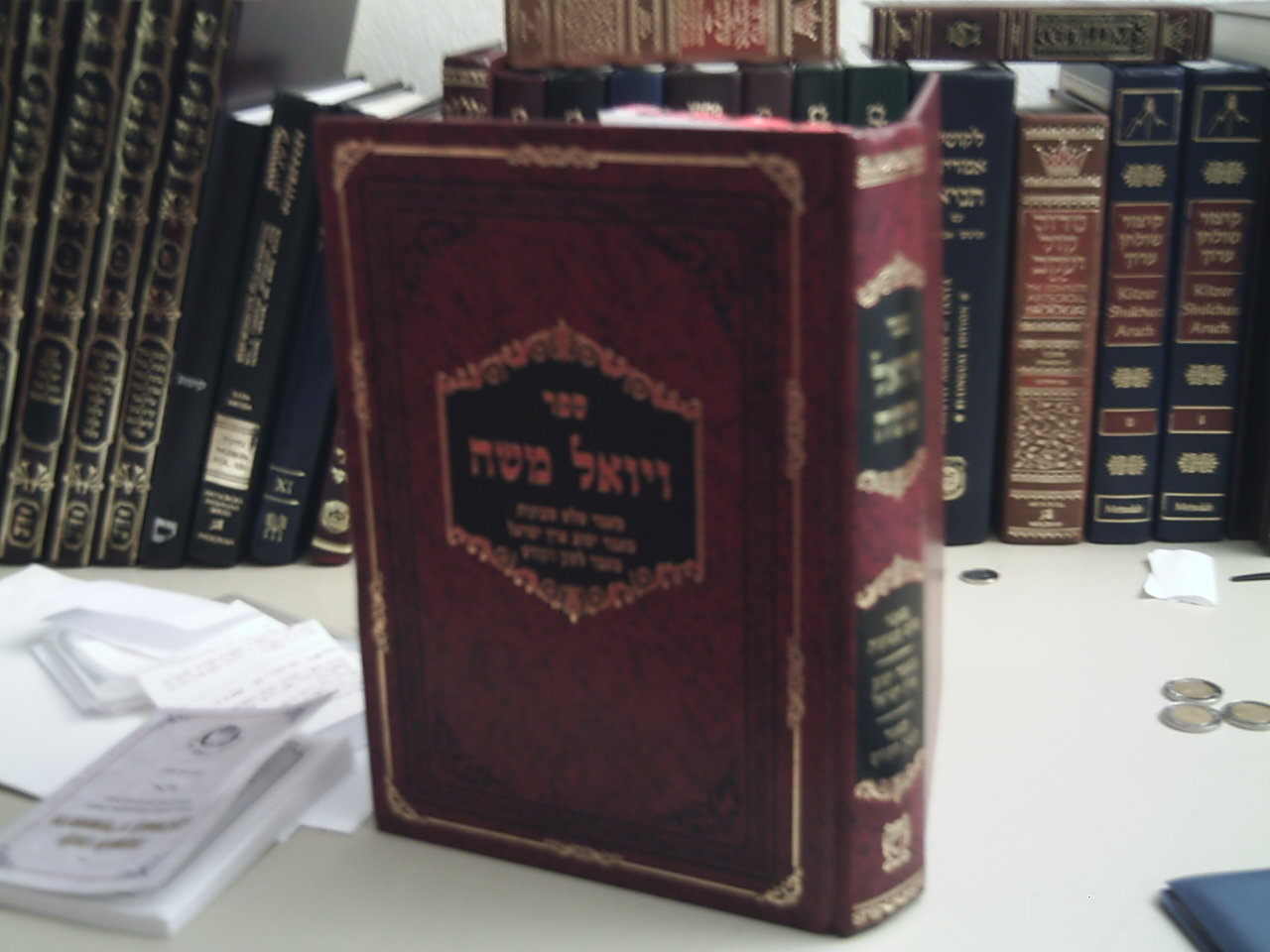
Egzemplarz książki Wajoel Mosze

Wajoel Mosze (hebr.: ויואל משה) – klasyczne dzieło antysyjonizmu żydowskiego autorstwa Joela Teitelbauma, rebego chasydów Satmar aż do jego śmierci w 1979 r. Książka została wydana w 1961 r.
Książka ta jest uważana za niezwykle ważną dla wielu Żydów ultra- i ortodoksyjnych, zwłaszcza dla chasydów Satmar, Przeworsk, Bobow, Duszyński, część ruchu Breslow, Szomer Emunim, Toldos Awrohom Icchok, Toldos Aharon, Pupa, Stropkow, Sanc, Munkacz, Wyżnic. Inne dwory chasydzkie (z wyjątkiem Lubawicz) przyjmują główne założenia książki, czyli argumenty odrzucające syjonizm, ale nie zgadzają się z narzuconą przez rebego Satmar separacją od syjonistycznego państwa, np. odmową pobierania pieniędzy od państwa, nieuczestniczeniem w wyborach, niekorzystaniem z izraelskiego transportu publicznego. 
Wiele instytucji chasydów Satmar, np. synagogi czy bejt midrasze, nosi nazwę inspirowaną tytułem książki.
Wajoel Mosze składa się z trzech części:
1. Maamar Szalosz Szewuos (Traktat o Trzech Przysięgach) – stanowi główną część dzieła, powołując się na klasyczne źródła żydowskie rozważa istotę i znaczenie talmudycznych trzech przysiąg z traktatu Ketubos 111a, który omawia fragment z Pieśni nad Pieśniami: "na niego czekaj, nie budź jego miłości". Talmud w oparciu o ten fragment wyjaśnia, że Żydzi są związani trzema przysięgami: (1) nie mogą założyć państwa wbrew woli innych narodów, siłą; (2) nie mogą się zbuntować przeciwko narodom świata; (3) nie mogą swymi grzechami opóźnić przybycia Mesjasza.
2. Maamar Jiszuw Erec Isroel (Traktat o osiedlaniu się w Ziemi Izraela) – omawia wszystkie halachiczne obawy dotyczące emigracji Żydów do Ziemi Izraela.
3. Maamar Loszon HaKodesz (Traktat o świętym języku) – przekonuje, że zakazane jest dziś Żydom posługiwanie się współczesnym hebrajskim.
Niektóre inne tezy Wajoel Mosze:
1. Syjoniści są najgorszym zagrożeniem obecnego świata żydowskiego.
2. Syjoniści są gorsi niż karaimi, wyznawcy Sabataja Cwi czy tzw. judaizm reformowany.
3. Należy unikać jakiegokolwiek kontaktu z państwem syjonistycznym.
4. Zabronione jest brać pieniądze od państwa syjonistycznego.
5. Zabrania się czynnie lub biernie uczestniczyć w wyborach władz państwa syjonistycznego.
6. Dopuszczalne jest, aby pojedynczo, nie w sposób zorganizowany osiedlać się w Ziemi Świętej, o ile nie sprzeciwiają się temu ludzie, którzy tam mieszkają.
7. Zabronione jest zaciąganie się do wojska izraelskiego.
8. Syjoniści są odpowiedzialni za Holokaust.
9. Syjoniści niosą Żydom na całym świecie śmiertelne niebezpieczeństwo przez swoje działania i polityczne ambicje.
10. Muzułmanie nie są bałwochwalcami.
11. Religijni syjoniści są gorsi niż świeccy syjoniści, bo próbują w oczach świata uzasadnić syjonizm.
12. Syjoniści zarazili cały świat swą nieprawością.
13. Obowiązkiem każdego Żyda jest walka z syjonizmem.